# Société de fabrication des boissons de Tunisie

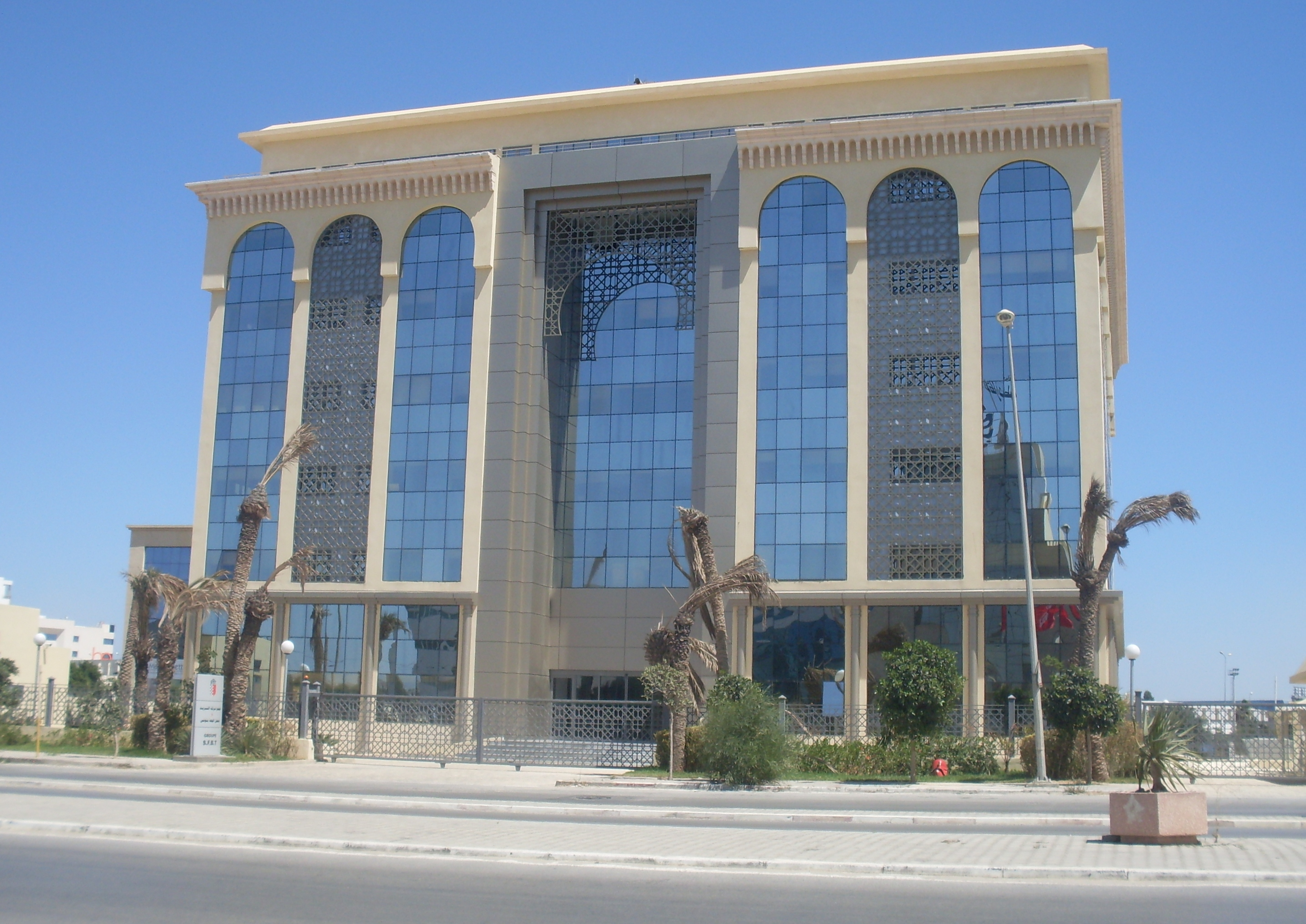
Firmensitz.

Die Société de fabrication des boissons de Tunisie (bis 2012 Société de Frigorifrique et Brasserie de Tunis) ist eine Brauerei in Tunesien.
Die Brauerei wurde 1925 gegründet und ist eine börsennotierte Gesellschaft. SFBT ist die einzige Brauerei Tunesiens, die Biere in Flaschen, Dosen und Fässern in Alkoholläden anbietet und somit Marktführer. Die Brauerei produziert jährlich ca. 1.000.000 hl Bier.
SFBT produziert folgende eigene Biere:
- Celtia, ein Lager mit 5 % Alkohol und der Marktführer des Landes. Angeboten in 0,24 l & 0,3 l Dosen, 0,3 l Flaschen und Fässern verschiedener Größe.
- Celestia, das alkoholfreie Celtia.
- Stella, ein Lager, angeboten ausschließlich in 0,65 l Flaschen.
- 33 Extra Dry, ein Pils mit 6 % Alkohol. Es wird zwar in Lizenz von Heineken Frankreich gebraut, ist aber ein anderes Bier mit über 1 % Unterschied im Alkoholgehalt. Angeboten ausschließlich in 0,24 l Dosen

In Lizenz braut SFBT noch andere vorwiegend in 0,24 l Dosen angebotene Biere wie z. B. die deutschen Löwenbräu Original und Beck’s.